# Wer wir einmal sein wollten
Wer wir einmal sein wollten ist ein österreichischer Spielfilm aus dem Jahr 2023 von Özgür Anil mit Anna Suk und Augustin Groz. Die Premiere erfolgte im Jänner 2023 beim Filmfestival Max Ophüls Preis im Hauptwettbewerb.

## Handlung
Anna möchte ihr Leben in die Hand nehmen und ihre Ziele verwirklichen, auch wenn ihr ihr Alltag dafür wenig Spielraum lässt. Tagsüber arbeitet sie als Portier in einer Schauspielschule, abends holt sie die Matura nach. An der Schauspielschule hilft sie Studierenden bei der Vorbereitung ihres Abschlussstückes.
Nachdem ihr Bruder Patrick, der in Not geraten ist, bei ihr auftaucht und sich in ihrer Wohnung und ihrem Leben breit macht, geraten ihre eigenen Ziele ins Hintertreffen, es scheitern Freundschaften und ihr Wunsch nach einer romantischen Beziehung. Anna kommt daher immer mehr zu der Erkenntnis, dass sie sich zwischen der sozialen Verantwortung für ihre Familie und ihren eigenen Zielen und Wünschen entscheiden muss.

## Produktion und Hintergrund
Die Dreharbeiten fanden an 24 Drehtagen vom 26. Juni bis zum 30. Juli 2021 in Wien statt.
Produziert wurde der Film von der Filmakademie Wien (Produzentinnen Clara König und  Saskia Arth), unterstützt wurde die Produktion vom Bundesministerium für Kunst, Kultur, öffentlichen Dienst und Sport, der Kulturförderung der Stadt Wien (MA 7), der Filmakademie Wien, der Verwertungsgesellschaft für audiovisuelle Medien (VAM), der Bezirkskulturförderung Brigittenau und dem Fachverband der Film- und Musikwirtschaft.
Die Kamera führte Lukas Allmaier, die Montage verantwortete Philipp Mayer und das Casting Özgür Anil. Das Kostümbild gestaltete Marlene Pleyl, das Szenenbild Johanna Mitualla und Patrick Loibl und den Ton Lara Zill.

## Veröffentlichung
Die Premiere erfolgte im Jänner 2023 beim Filmfestival Max Ophüls Preis, wo der Film in den Hauptwettbewerb eingeladen wurde. Ende März 2023 wurde der Film auf der Diagonale in Graz gezeigt.
Eine weitere Vorführung war am 3. November 2023 im Rahmen der Biberacher Filmfestspiele. In Wien ist eine Aufführung im Rahmen von New Voices im Mai 2024 vorgesehen.

## Rezeption
Anke Zeitz vergab auf kino-zeit.de 2,5 von 3 Sternen. Die von abgeklärter Resignation durchzogene Generationsstudie verfüge über wenige erzählerische Höhepunkte, werde aber durch starke Darsteller getragen. Im Vergleich mit anderen filmischen „Zustandsbeschreibungen“ der Generation Z, etwa Golden Twenties von Sophie Kluge oder Einmal bitte alles, wirke dieser Film sperrig und unnahbar. Das möge an der dokumentarischen Erzählweise liegen oder an dem Verzicht auf jegliche Musik oder filmisch erzeugte Atmosphäre.

## Auszeichnungen und Nominierungen
Filmfestival Max Ophüls Preis 2023
- Nominierung für den Wettbewerb Spielfilm[9]
- Auszeichnung als Bester Nachwuchsschauspieler (Augustin Groz)[10]